# 푸에르토아요라

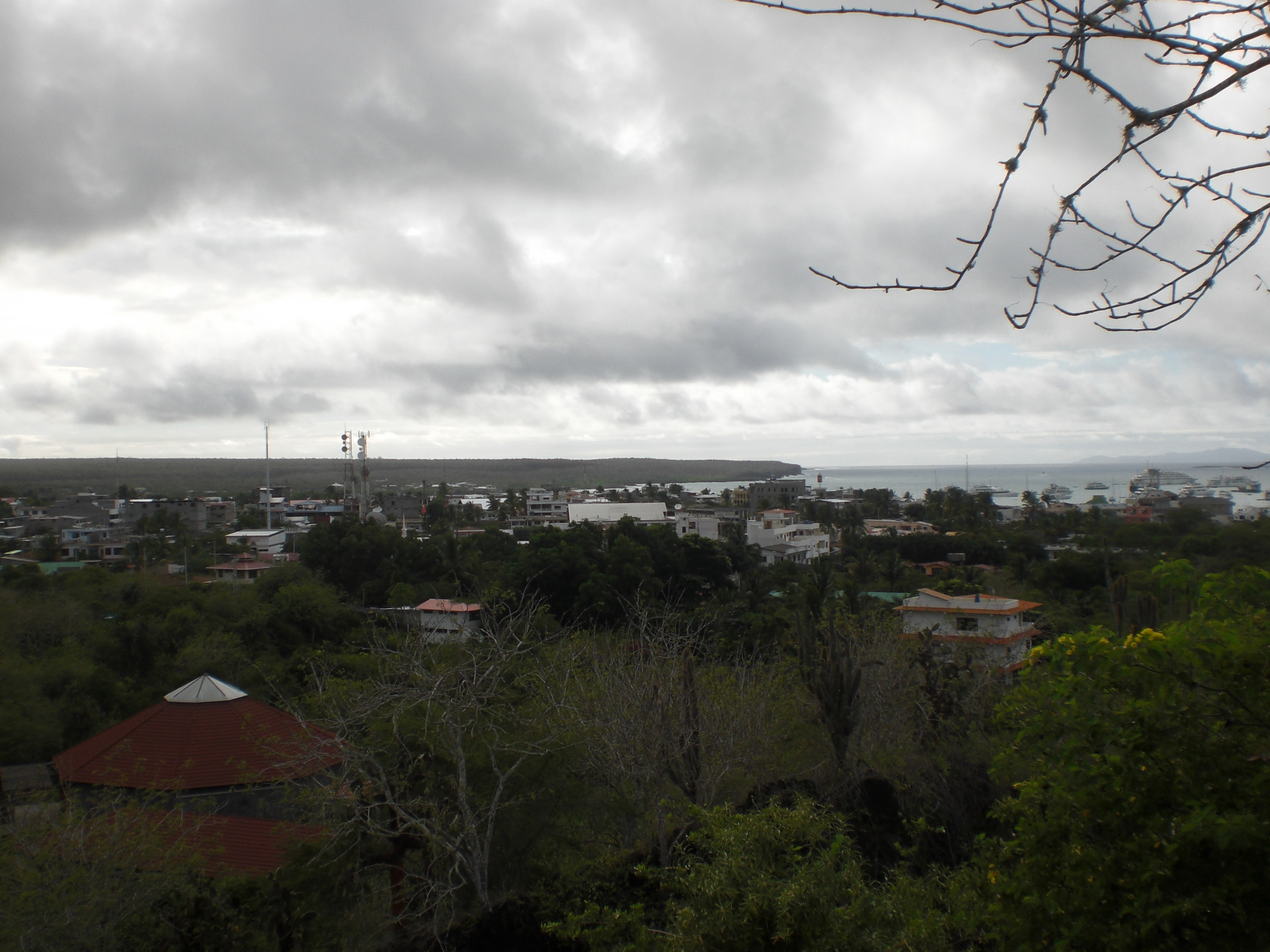
푸에르토아요라의 스카이라인

푸에르토아요라(Puerto Ayora)는 에콰도르 갈라파고스 제도 중앙에 있는 작은 도시이다. 산타크루스 섬 남쪽 해안에 자리를 잡고 있으며, 산타크루스 칸톤이 있는 곳이다. 이 도시의 이름은 이시드로 아요라(Isidro Ayora) 에콰도르 대통령을 기념하여 지어졌다. 산타크루스 섬의 이름이 종종 푸에르토아요라로 오해 받는 경우가 있다.

## 개요

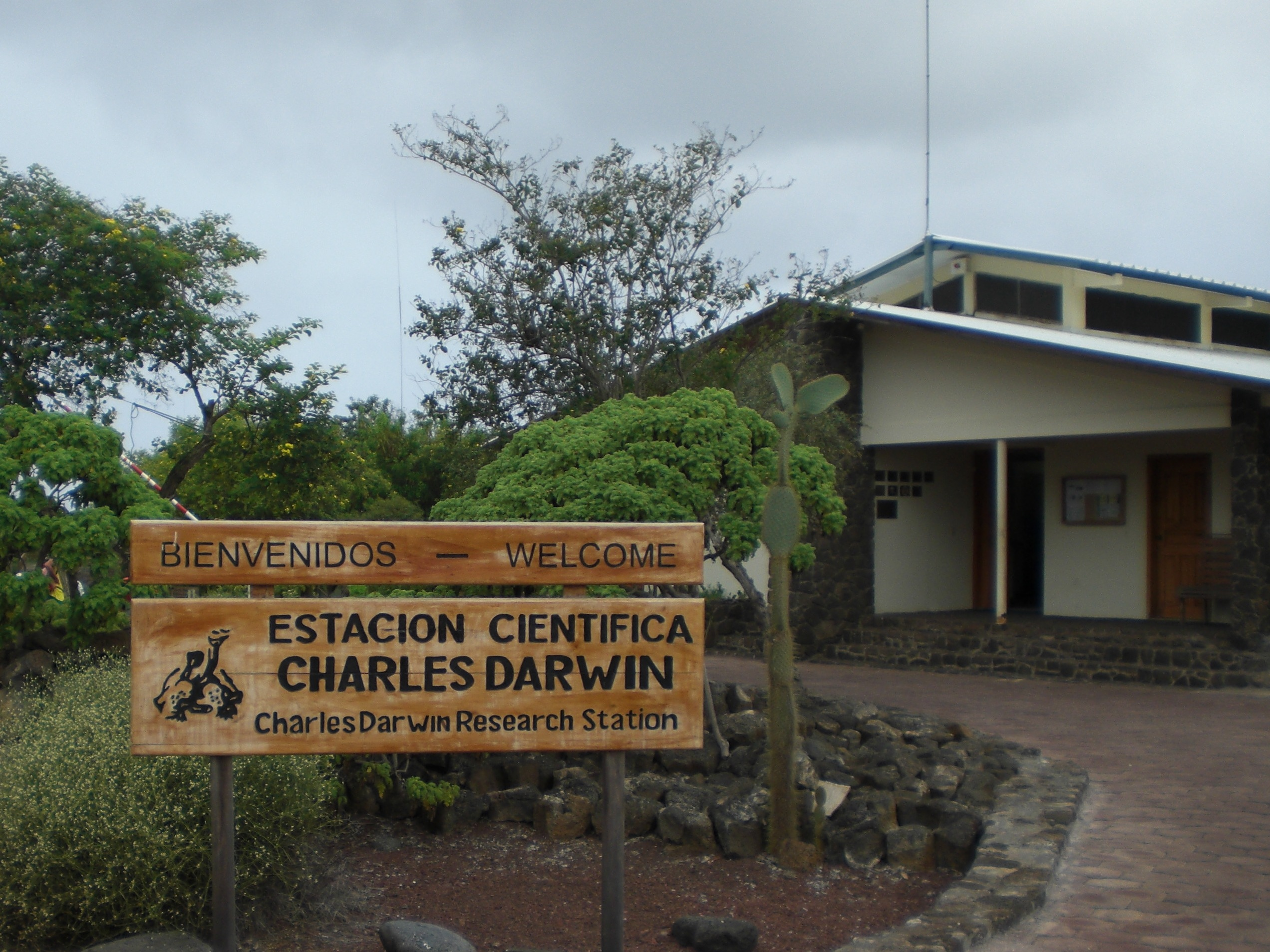
찰스 다윈 연구소 입구

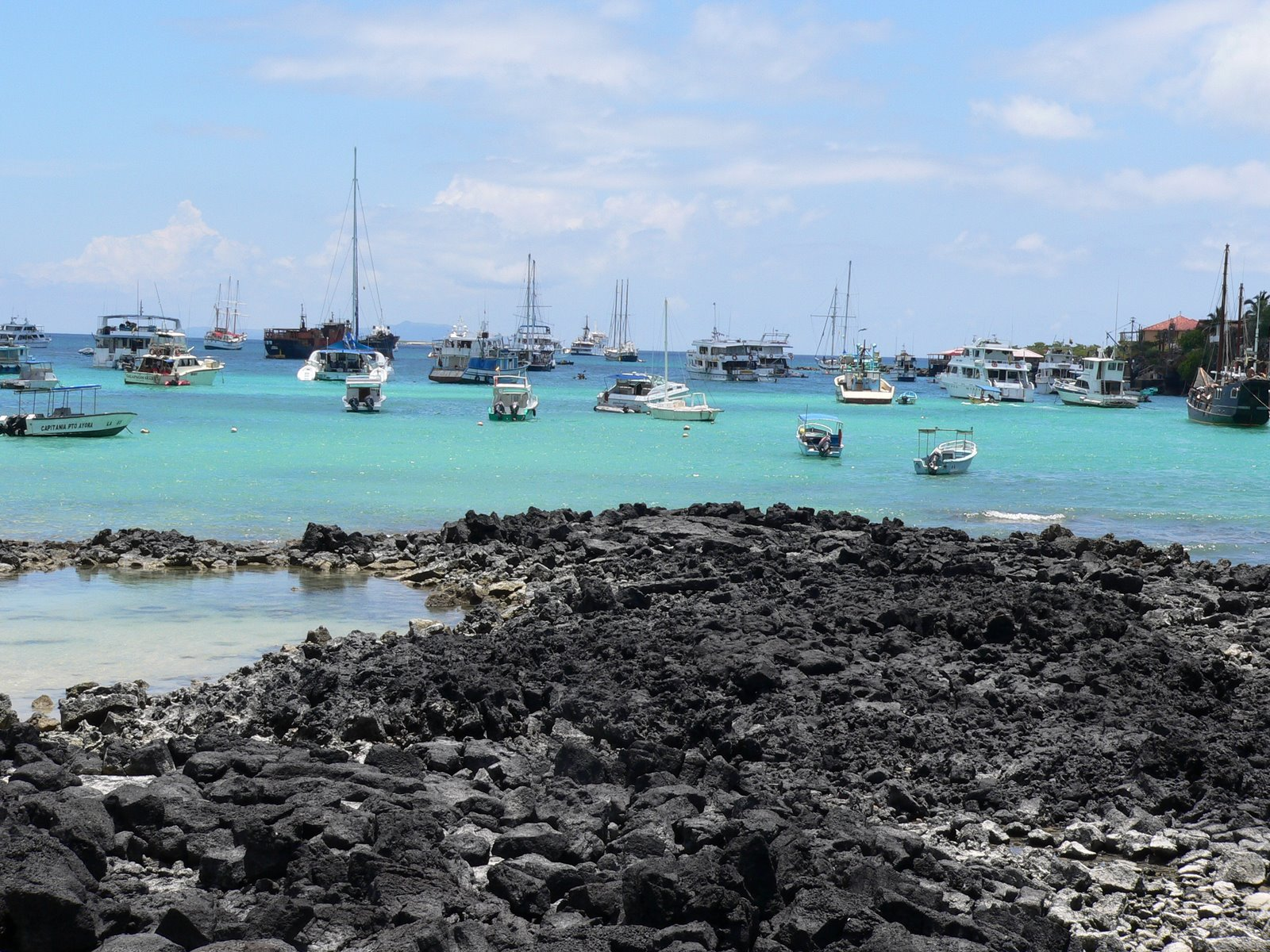
푸에르토아요라 항구

푸에르토아요라에는 1만명 이상의 거주민이 살고 있고, 갈라파고스 제도에서 가장 인구가 많은 섬이다. 갈라파고스에 방문하고 있는 동안 산타크루스에 있는 많은 사람들은 숙박하게 될 장소일 것이다. 이 군도에서는 가장 잘 개발된 인프라를 갖추고 있다. 갈라파고스 은행 두 개 중 더 큰 〈방코 델 파시피코〉(Banco del Pacifico)가 푸에르토아요라에 있다. 학교와 호텔, 식당, 의류점, 하드웨어 가게, 식료품점, 해양용품점, 여행용품점 그리고 나이트 클럽도 있다. 갈라파고스에서 인터넷 접속 또는 전화국이 갖춰진 수많은 사이버카페를 통해 외부 세상과 소통할 수 있는 가장 좋은 장소이기도 하다. 푸에르토아요라 응급 의료 설비는 2006년에 문을 연 새로운 병원을 포함하고 있으며, 섬에서 유일하게 고압산소실이 있다.
찰스 다윈 재단과 갈라파고스 국립공원의 근거지이기도 한 푸에르토아요라는 갈라파고스 보존 노력의 중심지이기도 하다. 섬을 방문하는 방문자들은 섬의 역사와 보존 계획의 미래를 알기 위해 찰스 다윈 연구소를 방문할 것이다.
푸에르토아요라는 아카데미 만 해변을 따라서 보존 지역을 가지고 있다. 이곳에는 신선한 미풍이 즐거운 날씨를 만들어 주기도 한다. 기온은 18 - 29C로 기온차가 크게 변한다. 더운 시즌은 보통 12월에서 5월까지이다.
아카데미 만은 보통 섬을 일주하려는 보트들과 개인 요트들, 어선들로 가득 차 있는 번잡한 항구이다. 이 만은 갈색 펠리컨, 황금 가오리, 바다 이구아나, 왜가리, 용암갈매기, 아메리카군함조, 갈라파고스 바다사자, 그리고 많은 수의 푸른발 부비를 관찰할 수 있는 좋은 장소이며, 고기를 잡기 위해 물에 뛰어드는 새들의 다채로운 광경을 선사한다.
이 섬과 이 타운에서 음료수는 할증된 요금이다. 지역민들은 물보존을 실시하며, 보통 우기동안 빗물을 모은다. 이 섬에는 담수화된 식물이 있다. 많은 시설들이 용도와 질에 따라 관계 시스템을 분리하고 있다. 예를 들어, 목욕과 사워에 사용되는 물은 마시기에는 적합하지 않다.

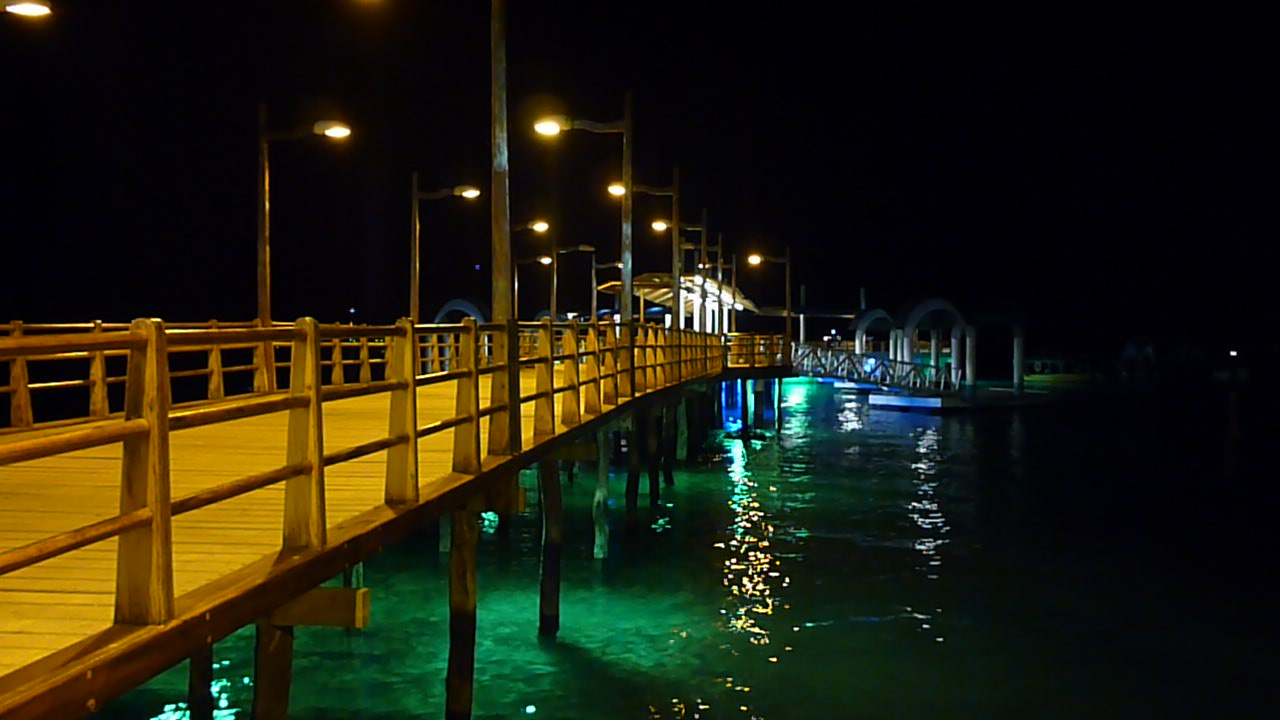
푸에르토아요라

## 교통

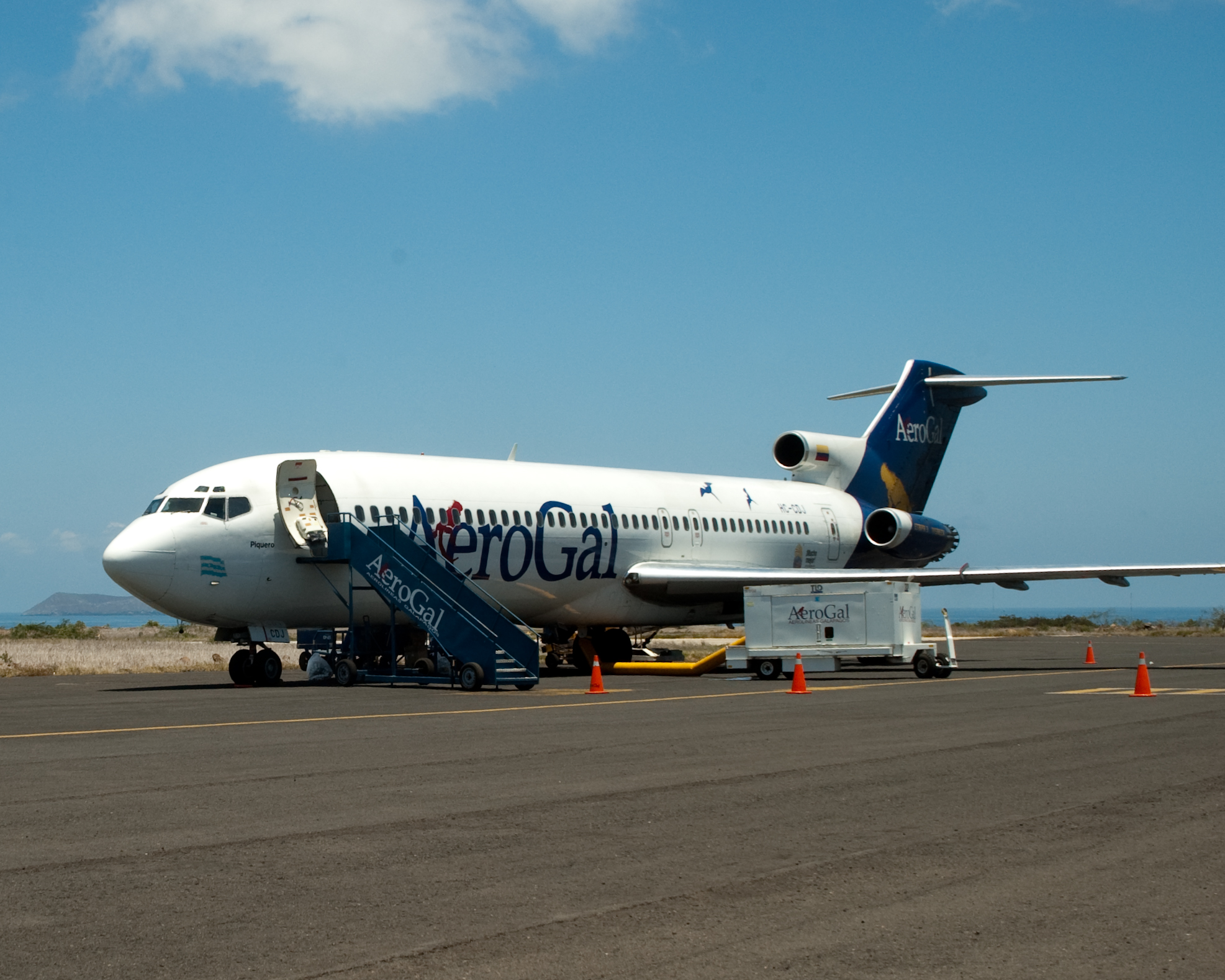
아에로갈, 갈라파고스

에콰도르 대륙에서 비행편이 산크리스토발 섬이나 산타크루스 섬의 북단에 있는 발트라 섬으로 날아온다. 항공편으로는 아에로갈(AeroGal)과 태임(TAME)이 있다.
발트라 공항에서 푸에르토아요라로 가는 일반적인 수단은 다음과 같다. 산타크루스 섬으로 데려다 주는 페리를 타고 아타바카 수로(Itabaca channel)에서 버스를 타는 것이다. 그런 다음 다른 버스, 특별 차량이나 택시가 푸에르토아요라로 데려다 준다. 푸에르토아요라에서 그들의 보트나 서(西)푸에르토아요라로 가는 수상 택시가 승객을 기다린다.
매일 운행하는 스피트 보트는 승객을 태워, 푸에르토아요라나 또는 다른 사람이 거주하는 산크리스토발 섬이나 이사벨라 섬으로 간다.

## 같이 보기
- 갈라파고스 주
- 푸에르토바케리소모레노